# Васильев, Николай Борисович (легкоатлет)
Никола́й Бори́сович Васи́льев (род. 18 декабря 1956, Калининградская область) — советский легкоатлет, специалист по барьерному бегу. Выступал за сборную СССР по лёгкой атлетике в конце 1970-х — начале 1980-х годов, призёр первенств всесоюзного и республиканского значения, участник летних Олимпийских игр в Москве. Представлял Киев и спортивное общество «Буревестник».

## Биография
Николай Васильев родился 18 декабря 1956 года в Калининградской области.
Занимался лёгкой атлетикой в Киеве, состоял в добровольном спортивном обществе «Буревестник».
Впервые заявил о себе на всесоюзном уровне в сезоне 1978 года, когда на чемпионате СССР в Тбилиси с результатом 50,48 занял четвёртое место в беге на 400 метров с барьерами.
Будучи студентом, в 1979 году представлял Советский Союз на Универсиаде в Мехико, где в полуфинале установил свой личный рекорд — 48,98, а в решающем забеге финишировал четвёртым.
В 1980 году победил на соревнованиях в Ленинграде и стал бронзовым призёром Мемориала братьев Знаменских в Москве. Благодаря череде удачных выступлений удостоился права защищать честь страны на домашних летних Олимпийских играх в Москве — в программе 400-метрового барьерного бега благополучно преодолел стадии четвертьфиналов и полуфиналов, тогда как в финале с результатом 49,34 пересёк финишную черту четвёртым.
После московской Олимпиады Васильев ещё в течение некоторого времени оставался действующим спортсменом и продолжал принимать участие в крупнейших международных стартах. Так, в 1981 году в беге на 400 метров с барьерами он выиграл турнир в Турине и стал четвёртым на Универсиаде в Бухаресте.
Его младший брат Александр тоже добился успеха в барьерном беге, серебряный призёр Игр доброй воли и чемпионата Европы, многократный чемпион СССР.